# دودمان بیست و ششم مصر

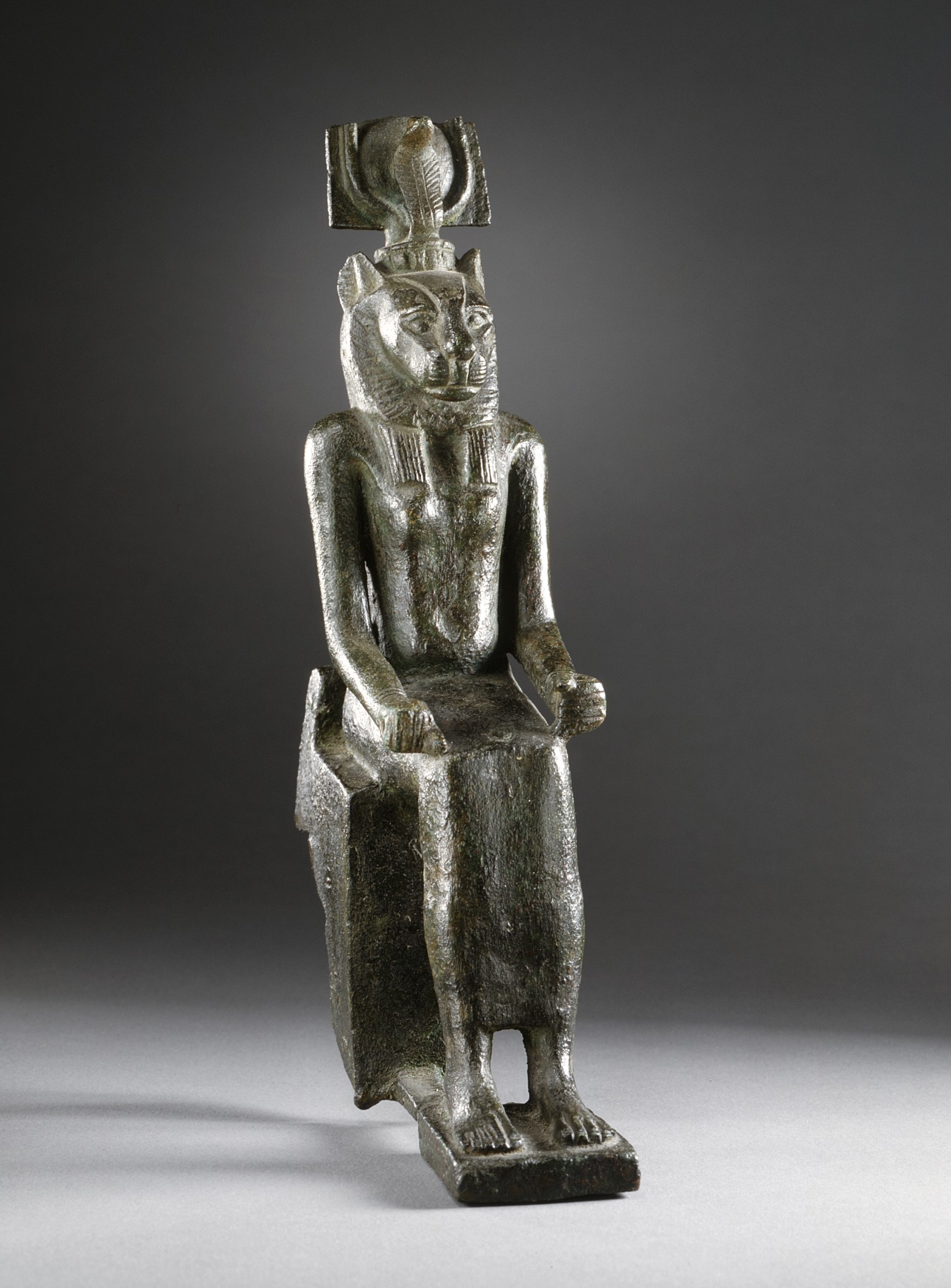
تندیس برنزی الهه بوتو (وجت) در حالت نشسته، مربوط به دوران دودمان بیست و ششم مصر، موزه هنر لوس آنجلس کانتی

دودمان بیست و ششم مصر واپسین دودمان بومی مصر باستان تا پیش از فتح شدن این کشور به دست هخامنشیان در ۵۲۵ پیش از میلاد بود. این دودمان در حدود ۶۸۵ پیش از میلاد بنیاد نهاده شد و از آنجا که خاستگاه و پایتخت فرعون‌های آیندهٔ این دودمان شهر سائیس بود، گاه به دورهٔ استقرار آنان دوره سائیت هم گفته می‌شود. این دودمان نشانه آغاز دوره متاخر مصر باستان است.

## تاریخچه
این دودمان نسب خود را از دودمان بیست و چهارم مصر می‌گیرند. پسامتیک یکم -اولین فرعون این دودمان- از درگیری‌های داخلی آشوریان بهره برد و آنها را از مصر بیرون رانده خود به فرمانروایی سراسر مصر دست یافت. او با ژیگس پادشاه لودیه هم‌پیمان شد، همچنین مزدورانی از کاریا که یونانی بودند را به خدمت درآورد و به یاری آنان توانست در برابر تازش‌های پسین آشوریان ایستادگی نماید.
آنگاه که در ۶۱۲ پیش از میلاد آشوریان به کل از میان رفتند، پسامتیک و جانشینانش کوشیدند تا خلاء آشوری‌ها در شرق نزدیک را خود پر کنند، ولی با ظهور امپراتوری بابل، این بابلیان بودند که توانستند جایگزین آشور شوند. به هر روی آپریس -فرعون این دودمان- با بهره‌گیری از مزدوران یونانی توانست جلوی نفوذ بابلیان به مصر را بگیرد. سرانجام در زمان پادشاهی کمبوجیه، ایرانیان مصر را گشودند، دودمان بیست و ششم را برانداخته و مصر از این زمان با عنوان ساتراپی مصر (مودرایا) بخشی از شاهنشاهی هخامنشی گردید. واپسین فرعون این دودمان -پسامتیک سوم- به بند کشیده شده و به شوش تبعید شد.

## فهرست فرعون‌های دودمان بیست‌وششم
1. نخو یکم، ۶۷۲–۶۶۴ پیش از میلاد
2. پسامتیک یکم، ۶۶۴–۶۱۰ پیش از میلاد
3. نخو دوم، ۶۱۰–۵۹۵ پیش از میلاد
4. پسامتیک دوم، ۵۹۵–۵۸۹ پیش از میلاد
5. آپریس، ۵۸۹–۵۷۰ پیش از میلاد
6. آماسیس دوم، ۵۷۰–۵۲۶ پیش از میلاد
7. پسامتیک سوم، ۵۲۶–۵۲۵ پیش از میلاد